# Horrocks (cràter)

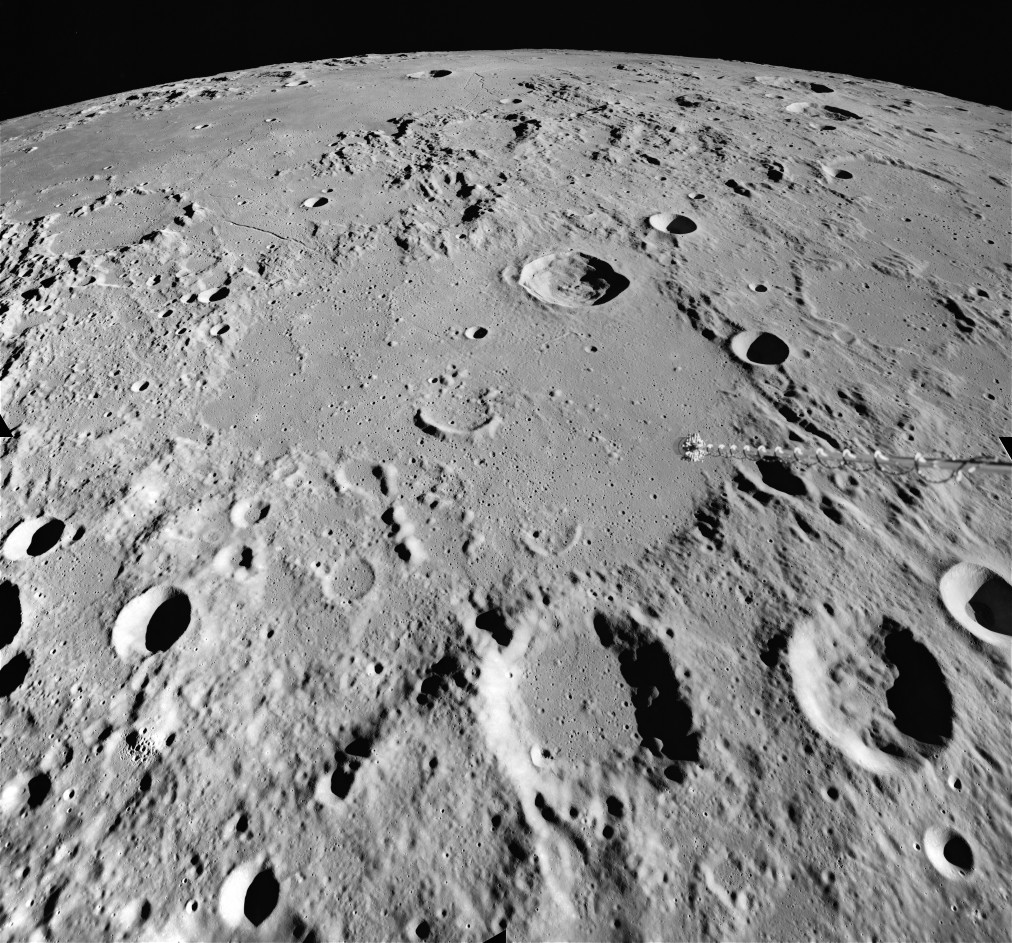
Horrocks a l'interior de Hiparc. Fotografia de la missió Apol·lo 16

Horrocks és un cràter d'impacte lunar localitzat completament dins de la vora de la plana emmurallada del cràter molt més gran Hiparc. Al sud de Horrocks es troben els cràters Halley i Hind, amb Rhaeticus al nord. Gyldén i Saunder es troben a l'oest i a l'est respectivament.

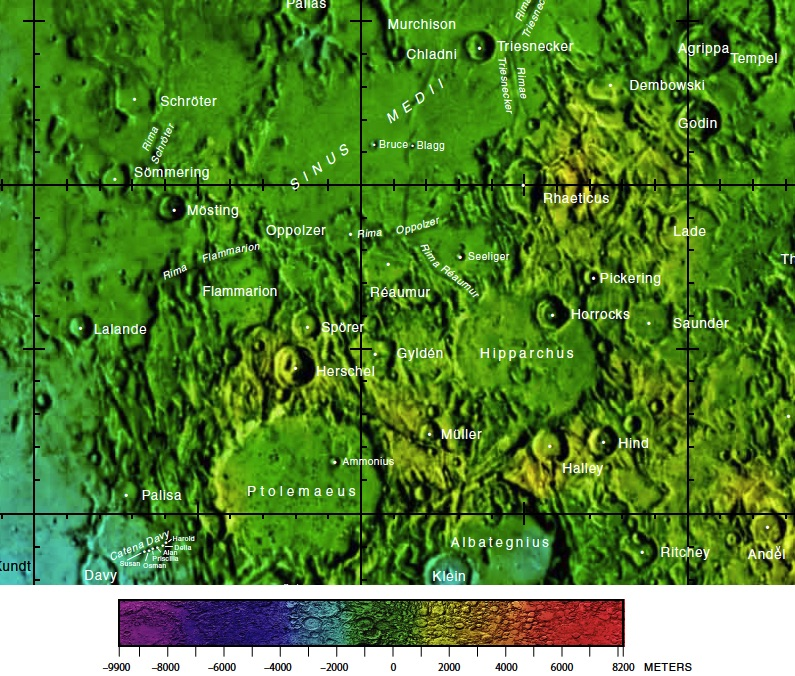
Localització de Horrocks, a l'interior d'Hiparc. Imatge LRO

La vora de Horrocks és una mica irregular, a causa d'una protrusió cap a l'exterior en el costat est del seu brocal. Presenta un contorn exterior lleugerament poligonal. La paret interna s'ha desplomada en part, particularment al llarg del nord-oest, on forma una sèrie de rampes. El sòl interior és irregular, i inclou una muntanya central i una sèrie de pujols. El cràter té aproximadament 30 quilòmetres de diàmetre i 3 quilòmetres de profunditat. És del període Eratostenià, amb una antiguitat de 3200 i 1100 milions d'anys.
El cràter va rebre el seu nom en memòria de l'astrònom britànic del segle xvii Jeremiah Horrocks.

## Cràters satèl·lit
Per convenció aquests elements s'identifiquen en els mapes lunars col·locant la lletra en el costat del punt central del cràter que està més proper a Horrocks.
|          | \| Horrocks \| Coordenades \| Diàmetre \| \| -------- \| -------------------------------- \| -------- \| \| M \| 4° 00′ S, 7° 36′ E / 4.0°S,7.6°E \| 5 km \| \| U \| 3° 12′ S, 4° 48′ E / 3.2°S,4.8°E \| 4 km \| |          |
| Horrocks | Coordenades | Diàmetre |
| M        | 4° 00′ S, 7° 36′ E / 4.0°S,7.6°E | 5 km     |
| U        | 3° 12′ S, 4° 48′ E / 3.2°S,4.8°E | 4 km     |

### Altres referències
- (WGPSN), IAU Working Group for Planetary System Nomenclature. «Gazetteer of Planetary Nomenclature. 1:1 Million-Scale Maps of the Moon» (en anglès).  UAI / USGS, 13-02-2013. [Consulta: 6 abril 2016].
- Andersson, L. E.; Whitaker, E. A.,. NASA Catalogue of Lunar Nomenclature (en anglès).  NASA RP-1097, 1982.
- Blue, Jennifer. «Gazetteer of Planetary Nomenclature» (en anglès).  USGS, 25-07-2007. [Consulta: 2 gener 2012].
- Bussey, B.; Spudis, P.. The Clementine Atlas of the Moon (en anglès).  Nueva York: Cambridge University Press, 2004. ISBN 0-521-81528-2.
- Cocks, Elijah E.; Cocks, Josiah C.. Who's Who on the Moon: A Biographical Dictionary of Lunar Nomenclature (en anglès).  Tudor Publishers, 1995. ISBN 0-936389-27-3.
- McDowell, Jonathan. «Lunar Nomenclature» (en anglès).   Jonathan's Space Report, 15-07-2007. [Consulta: 2 gener 2012].
- Menzel, D. H.; Minnaert, M.; Levin, B.; Dollfus, A.; Bell, B. «Report on Lunar Nomenclature by The Working Group of Commission 17 of the IAU» (en anglès). Space Science Reviews, 12, 1971, pàg. 136.
- Moore, Patrick. On the Moon (en anglès).  Sterling Publishing Co, 2001. ISBN 0-304-35469-4.
- Price, Fred W. The Moon Observer's Handbook (en anglès).  Cambridge University Press, 1988. ISBN 0521335000.
- Rükl, Antonín. Atlas of the Moon (en anglès).  Kalmbach Books, 1990. ISBN 0-913135-17-8.
- Webb, Rev. T. W.. Celestial Objects for Common Telescopes, 6ª edición revisada (en anglès).  Dover, 1962. ISBN 0-486-20917-2.
- Whitaker, Ewen A. Mapping and Naming the Moon (en anglès).  Cambridge University Press, 2003. 978-0-521-54414-6.
- Wlasuk, Peter T. Observing the Moon (en anglès).  Springer, 2000. ISBN 1-85233-193-3.